# Jorge Arriaga
Jorge Arriaga García (Isaac Arriaga, Puruándiro; 1915-Ciudad de México, 30 de abril de  1973) fue un actor mexicano que participó en más de 100 películas de la Época de Oro del cine mexicano, actuando mayormente en papeles secundarios. Es recordado por su papel de Ledo «el Tuerto», principal antagonista de las películas Nosotros los pobres y Ustedes los ricos, dirigidas por Ismael Rodríguez y protagonizadas por Pedro Infante.

## Biografía
Jorge Arriaga nació en Isaac Arriaga, municipio de Puruándiro, Michoacán en 1915. Siendo muy joven se trasladó a la Ciudad de México, en donde inició su carrera de actor en 1938, trabajando como extra en cintas como Refugiados en Madrid (1938), Virgen de medianoche (1942), La feria de las flores (1943) y ¡Qué lindo es Michoacán! (1943). Esta última era la primera película como director de quien más tarde le daría el papel de su vida: el cineasta Ismael Rodríguez Ruelas. Posteriormente Arriaga participó en No matarás (1943) y El camino de los gatos (1944). Hacia mediados de la década de los cuarenta el actor comenzó a recibir papeles de mayor peso, sin dejar de ser roles secundarios, en filmes exitosos como La sombra de Chucho el Roto (1945), Hasta que perdió Jalisco (1945), Cuando lloran los valientes (1946) y El muchacho alegre (1948).
En 1948, Ismael Rodríguez lo contrató para participar en la cinta Nosotros los pobres, basada en un argumento de Pedro de Urdimalas y protagonizada por Pedro Infante y Blanca Estela Pavón y con un reparto lleno de destacados actores como Miguel Inclán, Carmen Montejo, Katy Jurado, Delia Magaña y Amelia Wilhelmy. En esta Arriaga caracterizaba a Ledo, el villano por el que culpan a  Pepe "El Toro" (Infante) del asesinato de “La usurera” (Conchita Gentil Arcos). Cuando Ledo" cae en prisión, Pepe lo reconoce y es entonces cuando Arriaga e Infante protagonizan una escena de antología en una celda en la que pelean, saliendo avante "Pepe" cuando le entierra una astilla de madera en el ojo a "Ledo" y lo deja tuerto, para luego llevarlo rudamente a asomar la cara por la ventanilla de la celda y obligarlo a confesar a gritos: ¡Pepe el Toro es inocente! ¡Yo maté a la usurera!, frase que a la fecha sigue siendo de las más (para muchos la que más) emblemáticas en la historia del cine mexicano. Quizá sin la entonación que le dio Jorge la frase no hubiera resultado tan interesante.
Después del éxito de Nosotros los pobres, Arriaga participa en su secuela Ustedes los ricos, esta vez como el villano principal. En esta mata a "El Camellito" (Jesús García) y provoca el incendio en el que mueren "El Torito" y Don Manuel de la Colina y Barcena (Miguel Manzano). Al final muere al caer accidentalmente desde lo alto del edificio en el que estaba peleando con "Pepe el Toro", en la que es otra de sus grandes escenas. Bastaron estos dos filmes para que Jorge Arriaga pasara a la inmortalidad dentro del cine, y el odio que provocaba debido a su actuación era tal que en una ocasión que se encontraba en Puebla trataron de lincharlo, y solo la intervención de la policía pudo calmar los ánimos de la gente.
Después de Ustedes los ricos, Arriaga sigue su carrera cinematográfica en cintas como Soy charro de levita (1949), Las puertas del presidio (1949), Quinto patio (1950), Dicen que soy comunista (1951), Chucho el roto (1954), El río y la muerte (1955) y La sombra del caudillo (1960). El actor nunca se casó y poco a poco las ofertas de trabajo fueron escaseando, por lo que murió en la completa soledad y pobreza, víctima de un paro cardíaco, el 30 de abril de 1973 en la Ciudad de México.

## Filmografía
- Abajo el telón (1955)
- Camino de Sacramento (1946)
- Nosotros los pobres (1948)